# 파핑

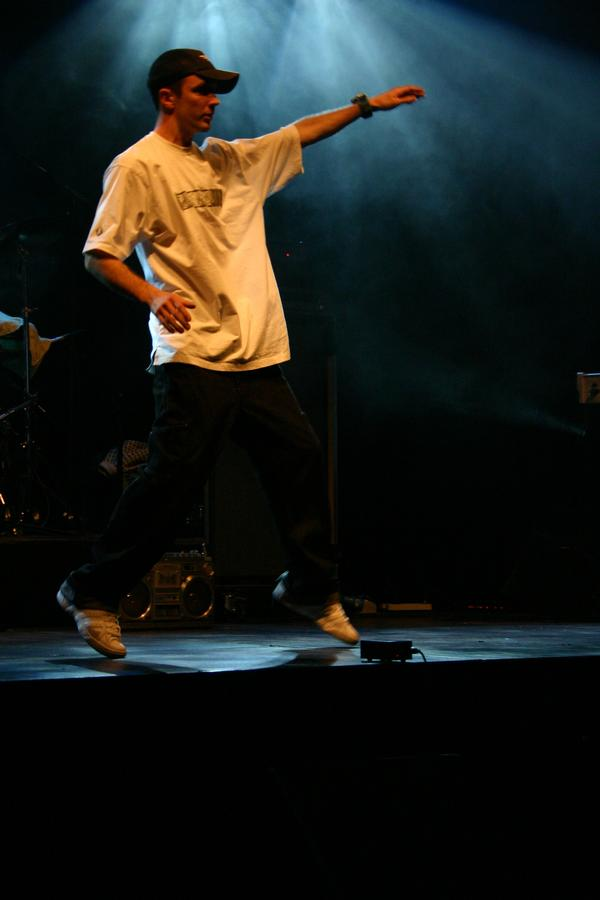

팝핑(Popping)은 1970년대 말 미국 서부에서 부갈루 샘(Boogaloo Sam)에 의해 처음 유래된 춤의 장르이며 힙합, 락킹, 왁킹, 크럼프 등과 함께 스트릿댄스의 일종이다.
팝핑은 기본적으로 목, 다리, 팔 등의 근육의 빠른 수축과 이완을 이용해 힘을 조절하면서 움직이는 ‘팝’이라는 테크닉을 사용하는 것이 가장 큰 특징이다.

팝핑이라는 단어는 크게 두 가지 의미로 사용되는데, ‘팝’의 테크닉만을 이용한 춤으로 보는 경우와 이렇게 시작된 ‘팝핑’과 함께 미국 동부에서 발전된 것으로 알려진 웨이브, 로봇팅, 텃팅 등의 스타일과 함께 통틀어 ‘팝핑’이라고 칭하는 경우가 그것인데, 어떠한 의미가 정확한 팝핑의 의미인지에 대한 논란은 아직 계속되고 있다.
팝핑은 기본적으로 음악의 베이스, 또는 드럼과 같은 소리에 맞추어 몸이 터지는 듯한 느낌으로 음악을 표현한다. 또한 팝핑이 다른 여러 가지 느낌의 스타일과 접목되어 발전함에 따라 박과 박 사이의 음, 또는 추가적인 음악 요소를 표현하는 방법도 크게 이용되고 있다. 때문에 현대에 들어와 팝핑에 이용되는 음악은 이전의 단순한 팝핑 음악부터 시작해 일렉트로닉, 덥스텝까지 매우 다양하다.
국내,외에서 많은 DJ들과 댄서들이 각각 팝핑 음악 DJ와 팝핑 댄서로 활동하고 있으며, 대표적인 국내 팝핑 크루로 브랜드 뉴 마인드(Brand New Mind), 위너스 크루(Winners Crew), 월드페임어스(world fame us)가 있다.

## 역사

### 팝핑의 시작
1976년, 미국 캘리포니아 주 프레즈노에서 샘 솔로몬(Sam Solomon)이 처음으로 일렉트릭 부갈루스(Electric Boogaloos)라는 팀을 창단하였다. 당시 그는 그의 형제인 피트 솔로몬(Pete Solomon)과 함께 1960년대에 유행한 ‘Lost in Space'와 같은 텔레비전 프로그램에 나오는 로봇을 모방한 춤에 매우 빠져 있었으며, 종종 그들을 따라하곤 하였다. 여기서 나온 춤들을 정리하고 동작을 특성화함으로써 초기의 팝핑이 만들어졌다.

또한 샘이 팝핑을 만들 때에 아프리카 원주민들이 신께 의식을 드릴 때 하나의 의식 행사로서 몸을 튕기는 모습을 보고 팝핑 동작을 만들었다는 이야기도 있으나 확실치는 않다.

일렉트릭 부갈루스의 춤은 크게 두 가지 스타일로 나뉘는데 하나는 동작과 동작 사이를 원을 크게 그리며 움직이는 ‘부갈루’와 근육에 크게 힘을 주며 움직이는 ‘팝핑’이 그것이다. 팝핑이 1960년대에 이미 있었다는 이야기도 있으나, 이를 확립한 것은 샘이라는 의견이 지배적이며, 실제로 팝핑 동작을 하면서 댄서들이 힘을 주며 무의식 중에 소리를 내는 경우가 있는데, 이 소리를 처음으로 ‘팝’이라는 용어로 칭한 사람이 바로 샘이다.

### 팝핑의 변화
기존에는 일렉트릭 부갈루스의 춤 스타일은 ‘부갈루’와 ‘팝핑’ 이 두 가지밖에 없었다. 1977년 솔로몬 가족이 LA로 이사를 가게 되면서 솔로몬 형제는 일렉트릭 부갈루스의 새 멤버들을 모으기 시작했고, 주변 지역에서 다양한 춤 스타일을 배워 자신들이 정립한 춤과 연계시키기 시작하였다. 이렇게 연계된 스타일 중 대표적으로 ‘웨이브(Wave)’ ‘텃팅(Tutting)’ ‘글라이딩(Gliding)’ ‘에어 포징(Air Posing)’ ‘스케어크로우(Scarecrow)’ ‘스파이더맨(Spiderman)’ 등이 있다. 일렉트릭 부갈루스는 당시의 텔레비전 프로그램인 소울트레인(Soul train)을 비롯하여 다양한 프로그램에 출연하여 자신들이 만든 팝핑과 여러 스타일을 알렸으며, 이는 여러 댄서들이 팝핑을 시작하는 계기가 된다.

### 대한민국
2000년대 이전에는 대한민국에서는 ‘팝핑’ 대신 '각기'라는 이름이 더욱 알려져 있었으며, 실제로 팝을 주는 방법 또한 제대로 지도하는 사람이 없어서 외국에서 들어온 비디오 등을 보며 댄서들이 팝핑을 독학했기에, 어깨를 들썩거리는 방법으로 팝과 비슷한 동작을 하곤 했었다. 또한 팝핑보다 힙합을 추는 댄서들이 훨씬 많을 때였으며, 팝핑은 그저 힙합을 잘 추기 위한 요소로 인식되고 있었다.

2000년 8월, 일렉트릭 부갈루스가 대한민국을 방문하여 팝핑뿐만 아니라 이와 관련된 여러 스타일을 알려주고 왜 이름이 그렇게 붙었는지, 어떤 방법으로 추는지, 음악을 표현하는 방법 등을 알려주었다. 이렇게 배운 댄서들 중 대표적인 댄서들로 위너스 크루(Winners Crew)가 있다.

팝핑의 기초를 하나씩 대한민국 댄서들이 배워가면서 팝핑에 대한 개념이 정확히 잡히기 시작하였으며, 이것을 시작으로 현재 한국에서 팝핑을 하는 약 90% 이상의 사람들이 그들의 영향을 받은 것으로 추정된다.

### 현대의 팝핑
팝핑이 전 세계로 퍼지기 시작한 이후, 락킹, 힙합 등에 비해 팝핑이 일반 사람들이 접근하기 쉽다는 사실이 알려졌고, 부갈루 샘 이후에도, 부갈루 쉬림프(Boogaloo Shrimp), 팝핀현준(Poppin Hyun joon)과 같은 사람들이 새로 팝핑 댄서로 등장했다. 이렇게 등장한 댄서들은 일반적으로 프로 댄서들 또는 작은 소규모 클럽들이 후원을 하였으며, 이들은 비약적으로 성장하였다.
새로운 팝핑 댄서들이 자신의 장르를 개척해나가면서 팝핑에 일렉트릭 부갈루스가 개발한 스타일 이외의 스타일들이 생겨나기 시작했다. 그 중 대표적인 스타일이 바로 문워크(Moonwalk)이다. 또한 팝핑을 퍼포먼스의 요소뿐만 아니라 댄스 배틀에도 응용하기 시작했으며, 팝핑이 락킹, 브레이크댄스와 같은 장르와 확연히 구별되기 시작했다. 현재 팝핑은 하나의 독창적인 스트리트댄스의 장르로서 관객들을 사로잡는 춤으로 자리잡고 있다.)

## 동작[8]
프레즈노(Fresno)
팝핑의 몸, 팔, 발을 같이 움직이는 가장 기본적인 동작이다. 부갈루 샘이 처음 시작하였으며,
 양쪽으로 무게 중심을 움직이며 발을 바꾸어가며 스텝을 밟고, 동시에 팔을 앞뒤로 크게 그네를 흔들 듯이 움직인다. 동작의 이름은 부갈루 샘이 어릴적 살았던 지역 이름에서 유래되었다. 프레즈노는 팔 또는 몸의 각이나 위치를 바꿈으로서 다양하게 응용될 수 있다.
프레즈노 튜토리얼 보기
플렉스(Flex)
마네킹의 모습에서 인상을 받은 동작이며, 몸이 따로 연결되어 있는 듯한 인상을 준다. 각을 잡아 원하는 부분을 따로 돌리는 동작으로 구성되어 있으며, 어떠한 부분이 돌아갈 때, 다른 부분과의 분리가 잘 보여야 한다.
 대표적으로 다음과 같이 세 가지로 나뉜다.
- Master O Flex
- 머리, 상체, 하체를 각각 또는 같이 움직이는 기술이며, 보통 낮은 자세에서 동작이 진행된다.
- Twist O Flex
- 허리를 주축으로 상체와 하체를 나눠서 움직이는 기술이다.
- Neck O Flex
- 목을 중심으로 머리와 몸을 따로 움직이는 기술이다.

플렉스 튜토리얼 보기
워크아웃(Walk Out)
일반적으로는 팝핑에서 한 점에서 다른 점까지 움직이는 모든 방법을 말하지만, 보통 상.하체의 균형을 잡으면서 크게 걸어나가는 동작을 일컫는다.
워크아웃 튜토리얼 보기
롤(Roll, Rolling)
목, 어깨, 가슴, 골반, 다리 등을 크게 원을 그리면서 돌리는 기술로, 몸의 밸런스에 맞춰서 부드러운 느낌을 준다. 부갈루 스타일에서 필수적인 스타일이며, 동작이 끊이지 않고 계속 연결할 수 있도록 해준다.
롤 튜토리얼 보기
올드맨(Old Man)
다리의 롤을 이용해서 옆으로 이동하는 기술로 목, 어깨, 골반, 다리의 움직임으로 응용될 수 있다. 부갈루 샘이 길에서 걷는 나이든 사람의 움직임을 보고 영감을 받아 만들었다고 알려져 있다.
올드맨 튜토리얼 보기
웨이브(Wave, Waving)
몸을 물결 혹은 파동처럼 흘러가는 것으로 표현한 동작으로, 다음 두 가지가 대표적이다.
- 암 웨이브(Arm Wave)
- 팔을 손끝부터 가슴을 지나 반대 손끝까지 물결처럼 흐르듯 표현하는 동작이다.
- 바디 웨이브(Body Wave)
- 몸을 머리부터 발끝까지 물결처럼 흐르듯 표현하는 동작이다.

대부분의 웨이브는 이 둘을 응용하여 다양한 방법으로 흐름을 표현할 수 있다
웨이브 튜토리얼 보기
스네이킹(Snaking)
뱀의 움직임을 흉내 낸 것으로 머리, 가슴, 골반의 롤을 사용한다. 다른 스타일 또는 동작과 연계되어 다양한 방법으로 응용된다.
스네이킹 튜토리얼 보기
티킹(Ticking)
시계초침이 움직이는 듯한 느낌을 표현하며, 동작이 순간순간 끊어진다. 시계바늘이 틱틱거리며 움직인다하여 붙여진 이름이다.
티킹 튜토리얼 보기
텃팅(Tutting, King Tut)
고대 이집트의 상형문자에 등장하는 그림의 사람이 춤을 추는 듯한 모양에서 영감을 받아 만들어졌다고 알려져 있으며, 팔과 손의 각을 잡아 직각 혹은 기하학적인 모양을 보여주는 기술이다
텃팅 스타일 보기
스케어크로우(Scarecrow)
손목을 안으로 꺾고, 팔을 쭉 편 채로 가장 큰 동작들의 연결을 보여준다. 동작의 팔이 허수아비와 같다고 인상을 받아 붙여진 이름이다.
스케어크로우 튜토리얼 보기
애니메이션(Animation)
애니메이션의 기술은 댄서가 자신의 몸의 부분 부분을 표현하기 위해 매우 짧은 간격으로 만화의 한 장면들처럼 순간순간 멈추는 기술들로 이루어져있다. 이 스타일은 레이 해리하우젠(Ray Harryhausen)이 만든 영상들에 강한 영감을 받아 만들어졌다고 알려져 있다.
애니메이션 스타일 보기
로봇팅(Robot, Robotting)
로봇이나 마네킹을 모방하는 댄스스타일이며, 가장 많이 팝핑과 연계되는 스타일 중 하나이다.
로봇팅 스타일 보기
바이브레이션(Vibration)
근육을 매우 강하게 긴장시켜 떨림이나 진동으로 표현하는 기술이다. 바이브레이션을 팝핑에 이용할 경우, 동작의 날카로움은 떨어지지만, 댄서의 동작이 조금 더 로봇과 같이 움직이게 하는 데에 효과적이다
바이브레이션 튜토리얼 보기
퍼펫(Puppet)
실에 매달린 꼭두각시를 모방한 춤으로 혼자서, 혹은 파트너와 함께 꼭두각시를 주인이 실로 잡아당기는 것처럼 표현한다.
퍼펫 튜토리얼 보기
토이맨(Toyman)
장난감 병정의 모습을 따라한 동작으로 동작의 시작과 끝이 같이 움직이고 같이 끝난다. 상점의 장난감 병정을 보고 처음 만들어졌다고 알려져 있다.
토이맨 튜토리얼 보기
에어 포징(Air Posing)
무중력 상태에서의 움직임처럼 하늘에 떠 있는 듯 움직이는 동작이다. 에어 포징은 숨을 크게 쉬면서 동작을 하는 것으로 진행된다
에어 포징 튜토리얼 보기
히팅(Hitting)
팝을 아주 강하게 넣는 것을 의미하며, 댄서들이 다른 사람을 겁을 주는 용도, 또는 매우 강한 비트를 표현하는 용도로 사용한다.
스파이더맨(Spiderman)
거미처럼 손가락을 이용해서 몸의 이곳저곳을 이동하거나 손으로 다른 부분을 당기거나 밀어서 이동시키는 듯한 동작이다. 만화 ‘스파이더맨(Spiderman)’에서 주인공이 벽을 타고 올라가는 것에서 영감을 받아 만들어졌다고 알려져 있다.
스파이더맨 튜토리얼 보기
스트로빙(Strobing)
다임스탑과 비슷하지만 동작 또는 동작 사이의 움직임 사이의 간격이 더 짧고, 빠르고 일정하게 플래시가 터졌을 때와 같은 느낌을 준다
스트로빙 튜토리얼 보기
다임 스탑(Dime Stop)
일정한 속도로 움직이다가 짧은 시간동안 멈추는 듯 하면서 갑자기 다가오는 것처럼 행동하는 기술이다. 이 기술은 종종 무브의 시작이나 마지막 부분에 팝과 함께 쓴다.
다임 스탑 튜토리얼 보기
플로팅(Floating, Gliding, Sliding)
댄서의 몸이 바닥을 부드럽게 흐르면서 가로지르는 듯 하거나, 다리를 갑작스럽게 다른 방향으로 움직이면서 걸어가는 다리 기술이다. 혹은 바닥 위에 떠 있는 듯한 느낌을 내어 댄서가 스케이트를 타는 듯한 느낌을 주기도 한다. 대표적인 동작으로 문워크가 있다.
슬라이딩, 글라이딩 튜토리얼 보기
리퀴드 댄싱(Liquid Dancing)
착시에 의한 댄스 스타일의 하나로, 손가락, 손과 팔에 집중해서 미끄러짐과 액체같은 연결을 보여주는 기술이다. 이 스타일은 종종 웨이브와 함께 섞어서 쓴다.
슬로우 모션(Slow Motion)
비정상적으로 과장된 동작을 매우 느리게 움직임으로서 댄서가 느린 동작을 보여주는 것을 표현한다.
스트럿팅(Strutting)
팝앤고 (Pop & Go) 라고도 일컬어지며 팝을 한 후 그 느낌을 이어서 원하는 방향으로 이동했다가 멈추는 형태로 이루어진다.
부갈루(Boogaloo)
부갈루라는 이름은 미국 가수 제임스 브라운(James Brown)의 'Do the Boogaloo'에서 유래되었다. 다리가 가는 방향으로 몸을 흐르듯이 연결하는 스타일로 엉덩이, 무릎, 머리의 롤을 이용하여 동작 사이사이를 큰 원을 그리면서 이동한다. 이 스타일은 일렉트릭 부갈루스에 의해 만들어졌으며, 부갈루 샘의 춤을 의미하기도 한다.
크레이지 레그(Crazy Leg)
팝핑피트(Popin Pete)가 만들어낸 스타일이며, 무작위적인 여러 다리 동작이 이어져, 최종 목표인 위치로 이동하는 동작이다8. 바이브레이션과 마찬가지로 빠른 비트를 표현하는 데에도 사용된다.
크레이지 레그 튜토리얼 보기
이외에도 센티피드(Centipede), 필모어(Filmore), 스티킹(Sticking), 다이너 스타일(Diner style), 신베드(Sinbad) 등의 스타일이 있다.

## 유명 팝핑 크루 및 댄서

### 대한민국

#### 주민정
2011년 6월 1일부터 방영된 TvN 코리아 갓 탤런트 시즌 1에 여고생 팝핑댄서로 출연하여 오디션 사상 최초로 여성 우승자가 되었다. 현재는 방송 및 공연, 광고 등 다양한 활동을 이어나가고 있다.

#### 위너스 크루(Winner's crew)
대한민국에 팝핑이 처음 들어왔을 때 팝핑을 직접 외국 댄서에게 배운 크루 중 하나이며, 현재 대한민국의 가장 큰 스트릿 댄스 배틀 행사 중 하나인 “Funk Stylers Battle"을 주관한다. 다양한 팝핑 퍼포먼스, 팝핑 대회에서 우승한 경력이 있으며, 이효리와 같은 스타들의 안무를 담당한 경력도 가지고 있다. 또한 현재 국내에 댄스 스쿨인 위너스 스쿨을 운영하고 있다.

위너스크루 멤버로는 미스터 스네이크 웨이브(Mr. Snake wave), 애니로봇(Ani robot), 팝핑 DS(Poppin' DS), E.Y, 제이원(Jay-One), 부기트로닉(Boogie Tronic), 팝핑준(Popping June) 등이 있다.

#### 애니메이션 크루(Animation Crew)
애니메이션 크루는 대한민국 한국 팝핑 크루중에서도 퍼포먼스적 요소가 매우 강한 크루로 손꼽힌다. 특히 만화에서 보이는 애니메이션 스타일을 팝핑과 많이 접목하는 이 크루는 다양한 퍼포먼스, 대회에서 게스트 쇼를 진행하며 다양한 음악을 로보틱 스타일로 표현하는 크루로서 유명하다.
이전에 가수 장우혁의 안무가와 백댄서로 활동한 적이 있으며, 최근 BWB와 함께 "코리아 갓 탤런트 (시즌 2)“에 출연하여 TOP 3 안에 들었다.

#### 부갈루 킨(A.K.A Boogaloo KIN)
팝핑 크루 "Funk in the heart"의 단장이다. 팝핑뿐만 아니라 락킹 댄서로도 활동하며, 다양한 퍼포먼스와 대회에 참가하여 우수한 성적을 거둔 댄서이다. 최근에 'Psyk'이라는 음악가가 ‘When I saw A.K.A Kin'이라는 음악을 만들었는데, 이 음악의 대상이 되어 화제가 되었다.

#### 팝핑현준(Poppin' Hyun joon)
팝핑현준은 팝핑 댄서로서는 대한민국에서 방송으로 가장 잘 알려진 댄서이며 고릴라 크루(Gorilla Crew)의 멤버이다. SBS‘놀라운 대회 스타킹’과 MBC‘나는 가수다’와 같은 프로그램에 출연하면서 팝핑을 대한민국에 알리는 데에 큰 일조를 하였으며,
 다양한 게스트 쇼, 퍼포먼스로 활동하는 댄서이다. 팝핑 댄서로서 흔치 않게 음악 앨범도 발매하여 화제가 되었으며, 현재 이준기, 보아, 장우혁, 제국의 아이들의 안무가 등으로 활동하고 있다.

### 국외

#### 카이트(Kite, Kaito)
Kite(또는 Kaito)는 팝핑 댄서 Madoka, Paki, Atzo와 함께 일본 팝핑 크루인 Former Action Crew의 멤버이며, 낮은 자세에서의 롤링을 자주 사용하여 인상 깊은 동작을 구사하는 팝핑 댄서 중 한명이다. 카이트는 특히 독학으로 팝핑을 배웠음에도 현재 일본에서 뿐만 아니라 세계적으로 유명한 댄서 중 한 명이어서 다른 댄서들에게 롤모델이 많이 되고 있다.

#### OGS
OGS는 일본의 대표적인 팝핑 크루이며, 대한민국의 팝핑 크루 Brand New Mind가 현재 이름으로 활동하기 전, K-OGS로 활동하였을 만큼, 댄서들에게 인상을 깊게 심어준 크루이다. 대표적인 멤버로 유키(Yuki)가 있다.

#### Electric Boogaloos
팝핑의 시초를 세우고, 기본 동작들과 팝핑 스타일을 가장 먼저 정립하였다고 알려져 있는 크루이다. 이 크루가 대한민국에 2000년대에 들어 내한한 것으로 대한민국에 팝핑이 널리 퍼지기 시작했고, 이로 인해 대부분의 대한민국 댄서들이 이들에게서 영감을 받았다.
멤버는 기존에는 여섯명이었지만 한 명이 별세하여 현재 총 다섯명이며, 현재도 팝핑 스쿨 강사로 왕성한 활동을 벌이고 있다.
이외에도 유명한 일본 팝핑 크루로 gucchon, kei, Co-Thkoo가 있으며, 로봇팅을 자주 사용하는 외국 팝핑 크루로 Jabbawockeez, Poreotics, 무명, Pacman, Remote Control이 있다.

## 음악

### 음악의 역사
팝핑이 1970년대 펑크(Funk) 음악이 유행할 때에 시작되었기에, 댄서들은 팝핑을 보통 디스코 또는 펑크 음악에 맞춰 추었다. 펑크 음악의 대표적인 아티스트로는 P-Funk, G-Funk, E-Funk로 알려져 있으며, 팝핑에 맞는 음악은 일반적으로 P-Funk, G-Funk가 선호된다.
1980년대에 들어 힙합 음악 역시 팝핑 댄서들이 받아들였으며, 현재는 대부분의 장르의 음악에 팝핑을 연계시키고 있다. 특히 독특한 음악 요소를 표현하는 것을 강화하기 위해 덥스텝, 일렉트로닉 음악까지도 팝핑에 사용되고 있다.
일반적으로 팝핑에서 선호되는 음악은 분당 90~120 비트의 4/4 음악이며, 뒷박에 드럼 혹은 스네어와 같은 강한 비트가 있는 음악이다. 팝핑 댄서들은 이 강한 박자에 ‘팝’을 넣어 음악을 표현하며 다른 스타일과 연계하여 이 스네어 이외에도 다른 음악적 요소를 몸으로 표현한다. 대표적인 음악 표현 요소로 멜로디 혹은 노래 가사의 라임을 들 수 있는데, 표현하는 음악 요소는 댄서들마다 매우 큰 차이가 있다.

### 팝핑 음악DJ들
DJ는 일반적으로 음악을 만들거나 대회, 퍼포먼스 같은 곳에서 음악을 재생, 리믹스 하는 역할을 진행한다. 팝핑이 춤인 만큼 DJ의 역할을 팝핑에서 빼 놓을 수 없다. DJ들은 일반적으로 프로필을 잘 공개하지 않으며, 일반적인 아티스트처럼 앨범을 정기적으로 발매하는 경우가 아닌 사람도 많다. 일부 DJ들은 댄서의 활동을 병행하는 경우도 있다.
기존에는 팝핑 음악을 만드는 DJ는 아니었지만, 팝핑 댄서들이 다른 장르의 음악에도 팝핑을 적용하기 시작하면서 팝핑 DJ로 인정받는 사람들도 종종 있곤 한다.

#### Jaygee
한국의 대표적인 팝핑 크루 중 하나인 리얼 마블러스(Real Marvelous)의 멤버이며, DJ뿐만 아니라 댄서로도 활동하고 있는 인물이며, 프로필을 댄서로서의 프로필, DJ로서의 프로필 두 개를 소유하고 있다. 댄서로서 다양한 대회에서 우승 경력을 소유하고 있고, 대회에서의 DJ 경험도 다수 있다.
최근 팝핑댄서 호안(Hoan)과 함께 Mo' Higher라는 유닛을 결성하여 활동하고 있으며, 댄스 스쿨 강사로도 활동하고 있다.
JG 페이스북 페이지 가기

#### DJ Mulder
한국 대표 팝핑 크루 Brand New Mind의 멤버이며, 국내 팝핑/락킹 대회에서 빠지지 않는 펑크(Funk) 스타일의 DJ이다. 항상 새로운 음악을 만들어 팝핑과 락킹 댄서들에게 인정 받고 있으며, 한국 펑크 스타일 DJ를 대표하고 있다.
DJ Mulder 프로필 가기

#### Psyk
주로 테크노 음악을 많이 제작하는 아티스트로서, 대표곡으로 "When I saw A.K.A Kin", "Earthquake"가 있으며, 최근 싸이의 강남스타일을 리믹스하여 댄서들 사이에서 화제가 되었다.
Psyk 마이스페이스 페이지 가기

#### Legend Da Beatslaya
다수의 앨범을 발매한 실력파 DJ로서, 팝핑 댄서들이 매우 애용하는 음악을 만드는 DJ 중 한 명이다.
Legend DA BeatSlaya 홈페이지 가기

#### Shash‘U
Bang Beats 프로덕션에 속해있으며, 다수의 팝핑 음악을 제작, 리믹스한 DJ이다.
DJ Shash'U 페이스북 가기

#### Ollie
드럼, 베이스, 일렉트로닉 음악을 주로 담당하는 DJ이다.
Ollie 마이스페이스 가기

#### Fingazz
덥스텝류의 음악을 주로 제작하나, 최근 팝핑 댄서들 사이에서 음악이 많이 이용되고 있다.
이외에도 Batsu, Bar kays, Chromeo, Daft Punk, Dogg Master, Funkmaster Ozone, Slick Dogg와 같은 DJ들이 있다.

## 대회
팝핑 대회에서 서로의 실력을 겨루는 방법은 일반적으로 크게 배틀, 잼, 퍼포먼스로 나뉜다. 세 가지 경우 모두 다른 스트릿 댄스의 장르와 규칙은 동일하며, 대표적인 팝핑 대회의 경우 다른 스트릿 댄스와 함께 진행하는 경우가 많다.
팝핑을 장르로 넣은 대회들로 Keep On Dancing Korea, R16, WDC, Who is the best (poplock), Street jam, Funk stylers, Juste Debout, Dance inside, 대한민국의 팝핑의 미래를 이끌어갈 그대들, 유로 배틀 등이 있다.

## 같이 보기
- 락킹

## 참조
1. 1 2  껌베 (2009년 6월 26일). “팝핀의 유래”. 2016년 3월 13일에 원본 문서에서 보존된 문서. 2012년 12월 5일에 확인함.
2. 1 2 3 4 5 6  Cynthia Wiggins. “Interview with Poppin' Pete”. 2008년 12월 29일에 원본 문서에서 보존된 문서. 2012년 12월 6일에 확인함.
3. 1 2 3 4 5 6 7 8 9 10 11 12 13  RebelDancers. “History of Popping”. 2012년 9월 17일에 원본 문서에서 보존된 문서. 2012년 12월 5일에 확인함.
4. 1 2 3 4 5 6 7 8  Nicole Martorana (2012년 10월 14일). “The history of Popping”. 2012년 12월 6일에 확인함.
5. ↑  김우철(Poppin_W) (2010년 3월 2일). “들어는 봤나 ? Poppin의 역사 ! 한번 알아보자꾸나 !!!!”. 2012년 12월 5일에 확인함.[깨진 링크(과거 내용 찾기)]
6. 1 2  zook. “팝핑은 각기가 아니어요!”. 2011년 1월 26일에 원본 문서에서 보존된 문서. 2012년 12월 7일에 확인함.
7. ↑  Mr.snake Wave (2011년 4월 10일). “위너스가 걸어온 길”. 2016년 3월 7일에 원본 문서에서 보존된 문서. 2012년 12월 7일에 확인함.
8. ↑  박지범 (2008년 12월 9일). “Poppin의 종류엔 어떤것이 있을까?”. 2012년 12월 10일에 확인함.[깨진 링크(과거 내용 찾기)]
9. 1 2 3 4  Gaurav Punjabi, Traunt Kidd and 7 others (2011년 5월 22일). “liquid popping & electric boogaloo”. 2012년 12월 10일에 확인함.
10. 1 2 3 4  iysang (2011년 2월 15일). “팝핀의 종류”. 2012년 12월 10일에 확인함.[깨진 링크(과거 내용 찾기)]
11. ↑  “주민정, 최성봉 꺾고 '코갓탤' 우승..'폭풍 눈물”. 네이버뉴스. 2012년 7월 28일.[깨진 링크(과거 내용 찾기)]
12. ↑  애니로봇 (2010년 10월 10일). “위너스 크루 프로필”. 2016년 3월 12일에 원본 문서에서 보존된 문서. 2012년 12월 1일에 확인함.
13. ↑  “올해 최고재능 팝핀, BWB 우승…코리아갓탤런트”. 네이버뉴스. 2012년 7월 28일.[깨진 링크(과거 내용 찾기)]
14. ↑  LETZDANCE (2010년 11월 26일). “A.K.A BOOGALOO KIN Profile”. 2016년 3월 9일에 원본 문서에서 보존된 문서. 2012년 12월 2일에 확인함.
15. ↑  “'스타킹' 71세 노인 현란한 춤솜씨, 아이돌 안부럽네”. TVREPORT. 2012년 9월 15일.
16. ↑  “'나는 가수다' 조관우, 팝핀현준과 진성으로 채운 앙상블 '고향역'”. 티브이데일리. 2012년 7월 31일.[깨진 링크(과거 내용 찾기)]
17. ↑  “팝핀현준, 첫 정규앨범 ‘ONE & ONLY’ 발매”. 데일리안. 2007년 5월 8일.
18. ↑  “[방송가] 정말 춤을 잘 추는 춤꾼 '팝핀현준'”. 부산일보. 2011년 7월 5일.
19. ↑  Refugee (2009년 7월 14일). “Kite (Former Action Crew)”. 2012년 12월 11일에 확인함.[깨진 링크(과거 내용 찾기)]
20. ↑  싹이 (2010년 3월 25일). “일렉트릭 부갈루스, 부갈루, 북 스타일”. 2012년 12월 2일에 확인함.
21. ↑  정현섭 (2009년 4월 13일). “락킹, 팝핀 하기 좋은 음악?? FUNK MUSIC!!”. 2018년 10월 27일에 원본 문서에서 보존된 문서. 2012년 11월 30일에 확인함.